# Shika (Ishikawa)
Pour les articles homonymes, voir Shika.
Shika (志賀町, Shika-machi) est un bourg du district de Hakui, dans la préfecture d'Ishikawa, au Japon.

## Géographie

### Démographie
Au 1er juin 2019, la population de Shika s'élevait à 18 940 habitants répartis sur une superficie de 246,55 km2.